# ياجو فرنانديز
ياجو فرنانديز (5 يناير 1988 في البرتغال - ) هو لاعب كرة قدم برتغالي في مركز الدفاع. شارك مع منتخب البرتغال تحت 16 سنة لكرة القدم ومنتخب البرتغال تحت 17 سنة لكرة القدم ومنتخب البرتغال تحت 18 سنة لكرة القدم ومنتخب البرتغال تحت 19 سنة لكرة القدم ومنتخب البرتغال تحت 20 سنة لكرة القدم. أما مع النوادي، فقد لعب مع أيك أثينا ونادي جل فيسنتي ونادي جيرونا ونادي شاختار قراغندي ونادي مالمو ونادي هكن وLa Roda CF ‏ وأورينتال دي لشبونة ‏ وإسبانيول ب وفالنسيا ميستايا.

## وصلات خارجية
- ياجو فرنانديز على موقع اتحاد السويد (السويدية)
- ياجو فرنانديز على موقع قاعدة بيانات كرة القدم.إي يو (الإنجليزية)
- ياجو فرنانديز على موقع Soccerway.com (الإنجليزية)